# Anna Forssberg (litteraturvetare)
Anna Margareta Forssberg, en tid Forssberg Malm, född 9 februari 1962, är en svensk litteraturvetare.

## Biografi
Forssberg disputerade 1998 på en avhandling om Aksel Sandemose där hon via textnära analyser med lacanska, intertextuella och sociologiska perspektiv beskriver hur Sandemoses varumärke förändras över tid. Hon omnämns som en auktoritet angående Sandemose, och har bland annat recenserat Bo Sigrells Aksel Sandemose och narcissism (2015).
Forssberg anger att hennes forskning utgår från en fenomenologisk textsyn, men att hon också intresserat sig för freudsk, lacansk och kristevansk psykoanalys. Forskningen sker med formhistorisk och intertextuell inriktning på 1930- och 1940-talsprosa. Förutom Sandemose har hon genomfört och publicerat undersökningar av verk av bland annat Carina Rydberg, Emile Zola, Johan Falkberget, Kristian Lundberg, Sigfrid Siwertz, Marjorie Rawlings(en), Dickens, Dos Passos med flera.
Forssberg, som är docent, har även forskat om Selma Lagerlöf finansierad av Riksbankens Jubileumsfond.